# Torkel Stångberg
Ulf Martin Torkel Stångberg, född 6 oktober 1979 i Stensele församling, Västerbottens län, är en svensk samisk politiker.

## Biografi
Torkel Stångberg föddes 1979 i Stensele församling. Hen blev 2017 ledamot i Sametinget för Landspartiet Svenska Samer. Stångberg var även ledamot 2021.